# Georgios Alexopoulos
Georgios Alexopoulos (Atenas, Grecia, 7 de febrero de 1977) es un 
futbolista griego, actualmente sin equipo. Se desempeña como defensa y llegó a ser internacional en 4 ocasiones con la selección de fútbol de Grecia.

## Clubes
| Club             | País   | Año         | Partidos | Goles |
| Panathinaikos FC | Grecia | 1996 - 2000 | 45       | 3     |
| Iraklis FC       | Grecia | 2001        | 16       | 1     |
| Egaleo FC        | Grecia | 2002 - 2005 | 87       | 3     |
| AEK Atenas FC    | Grecia | 2005 - 2010 | 56       | 3     |
| Ergotelis FC     | Grecia | 2010 - 2011 | 10       | 0     |

- Datos: Q2466210